# 진영대흥초등학교
진영대흥초등학교(進永大興初等學校)는 대한민국 경상남도 김해시 진영읍 진영리에 있는 공립 초등학교이다.

## 학교 연혁
- 1921.04.01 일본 심상소학교 개교
- 1946.05.30 진영대흥국민학교 인가
- 1996.03.01 진영대흥초등학교로 교명 개칭
- 1998.03.10 급식소 및 신관 교실 준공(10교실)
- 2004.11.29 9개 교실 증축
- 2005.10.10 전자도서관 ‘글샘 마을’개관
- 2005.11.15 시지정 기초교육 시범학교 운영보고회
- 2006.03.01 31학급편성 (특수반 1학급)
- 2006.11.28 학습부진아 지역 중심학교 운영 보고
- 2007.09.03 과학실 전면 보수 개관
- 2007.10.30 도지정 방과후학교 시범학교 운영보고
- 2008.02.20 방송실 개관
- 2008.03.01 25학급 편성(특수학급 1학급)
- 2009.02.12 대흥관(체육관) 준공식
- 2009.03.01 26학급 편성(특수학급 1학급)
- 2010.03.01 24학급 편성(특수학급 1학급)
- 2011.03.01 22학급 편성(특수학급 1학급)
- 2011.09.01 제24대 조기문 교장 부임
- 2012.03.01 19학급 편성(특수학급 1학급)
- 2012.11.23 도지정 체력향상(체조)시범학교 운영 보고
- 2014.03.01 22학급 편성(특수학교 1학급)
- 2015.02.13 제70회 졸업식(총 졸업생수 9,894명)

## 참고 자료
- 진영대흥초등학교 - 한국교육학술정보원 학교알리미